# Josef Zelený

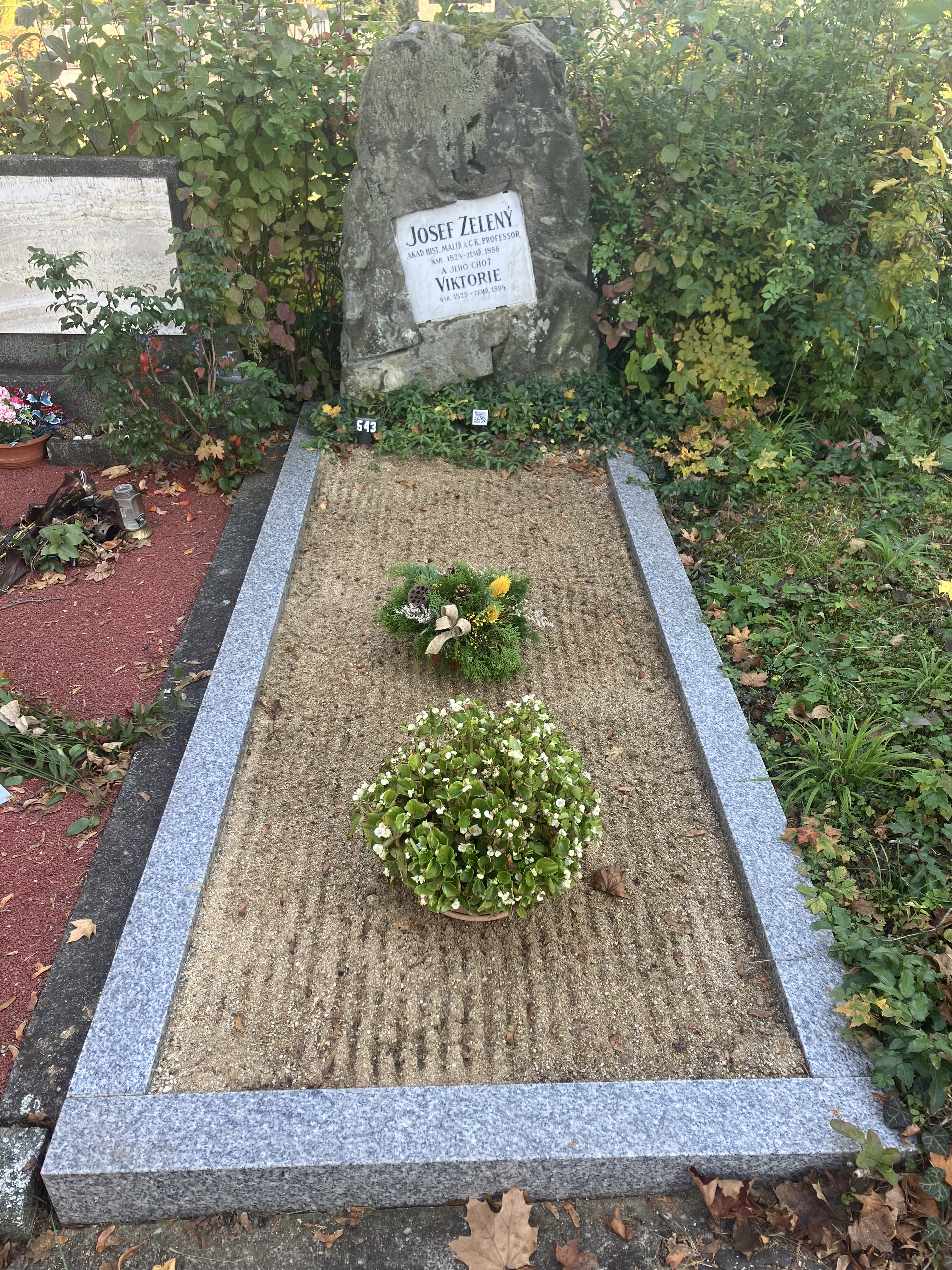
Hrob Josefa Zeleného

Josef Zelený (24. března 1824 Rajhrad – 3. května 1886 Brno) byl moravský malíř, který se věnoval zejména tvorbě oltářních obrazů, portrétů a maleb s historickými výjevy.

## Život
Nemanželský syn Elisabeth, dcery dobře známého krejčího Tadeáše Zeleného, se narodil dne 24. března 1824 v domě čp. 57 na ulici Komenského v Rajhradě.
Již v době svých prvních školních let, které prožíval ve svém rodišti, upoutal svými kresbami rajhradské benediktiny (např. P. Metoděje Vavřince Rieba OSB, který jej 24. března 1824 pokřtil), kteří jej povzbuzovali a podporovali např. zakupováním některých jeho raných dílek.
Po ukončení školní docházky měl nastoupit do učení ke svému strýci provozujícímu stolařské řemeslo, ale protože ke stolařině neměl vztah, matka mu nakonec domluvila učňovské místo u malíře pokojů Tribla v Brně, kde však vydržel pouhé tři týdny.
Protože se toužil stát malířem, obrátil se s prosbou o pomoc na tehdejšího opata Viktora Marina Karla Schlossara OSB, který byl známým podporovatelem celé řady různých umělců. Díky jeho štědré finanční podpoře, který v jeho kresbách rozpoznal talent a nadání, se ke dni 1. května 1836 směl stát žákem akademického malíře Matěje Šťastného v Brně, pod jehož vedením a dozorem se zanedlouho díky svým schopnostem mohl pustit do malování větších obrazů.
Tehdy také začal zároveň pracovat v restaurátorské dílně starých poškozených obrazů na plátně i na dřevě.
V roce 1845 byl poslán na Akademii výtvarných umění ve Vídni. Březnové události revolučního roku 1848 ale zapříčinily přerušení jeho studia, avšak díky zakázkám rajhradských benediktinů, se mohl uchýlit do Prahy. Zpět do Vídně, kde později získal titul akademického malíře, se směl vrátit teprve až v roce 1851.
Tehdy se také oženil s Viktorií (*1829 - 1894 v Brně).
Od roku 1853 se natrvalo usídlil v Brně. Stal se profesorem kreslení na I. českém reálném gymnáziu (Slovanské gymnázium), kde u svého žáka Alfonse Maria Muchy, který zde studoval v letech 1873 - 1877, rozpoznal malířské nadání a přiměl ho, aby se plně malířství věnoval. Alfons Mucha nebyl jediný nadaný žák Josefa Zeleného. Na jím roku 1870 založené Soukromé malířské a kreslířské škole učil taktéž např. akademického malíře Jana Köhlera.
V roce 1857 díky finanční podpoře Moravského zemského stavovského výboru podnikl uměleckou cestu po Německu a Francii, kde byl Jaroslavem Čermákem a Soběslavem Pinkasem uveden mezi pařížské malíře.
Profesně se věnoval zejména tvorbě oltářních obrazů a obrazů světců, portrétů a maleb s historickými výjevy. Jeho obrazy, z nichž mnohé jsou dodnes v majetku rajhradských benediktinů, jsou roztroušené po celém světě.
Ze světců nejčastěji zpodobňoval sv. Cyrila a Metoděje (jedná se o 25 obrazů) a sv. Benedikta. Jeho nejzdařilejší vyobrazení sv. Cyrila a Metoděje je možné najít u brněnských minoritů, u novoříšských premonstrátů, u rajhradských benediktinů, ale také např. v litultovickém kostele.
Stal se nejvýznamnějším česky mluvícím malířem na Moravě své doby. Zemřel dne 3. května 1886 v Brně a o tři dny později 6. května 1886 byl pohřben do hrobu č. 543 ve skupině č. 107 na brněnském ústředním hřbitově.

## Galerie

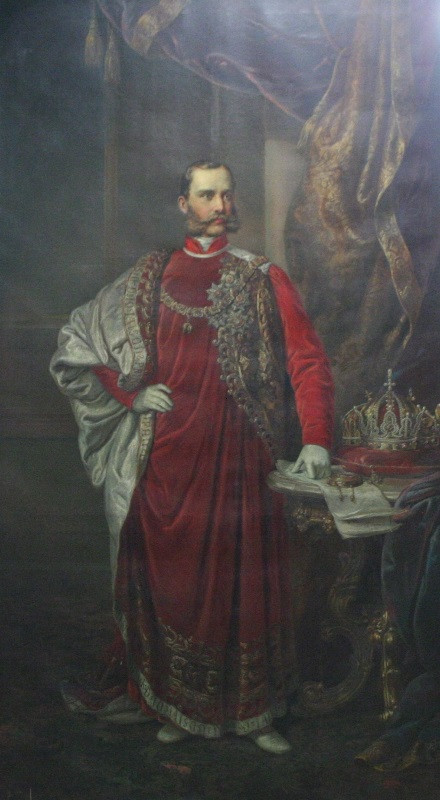
František Josef I.
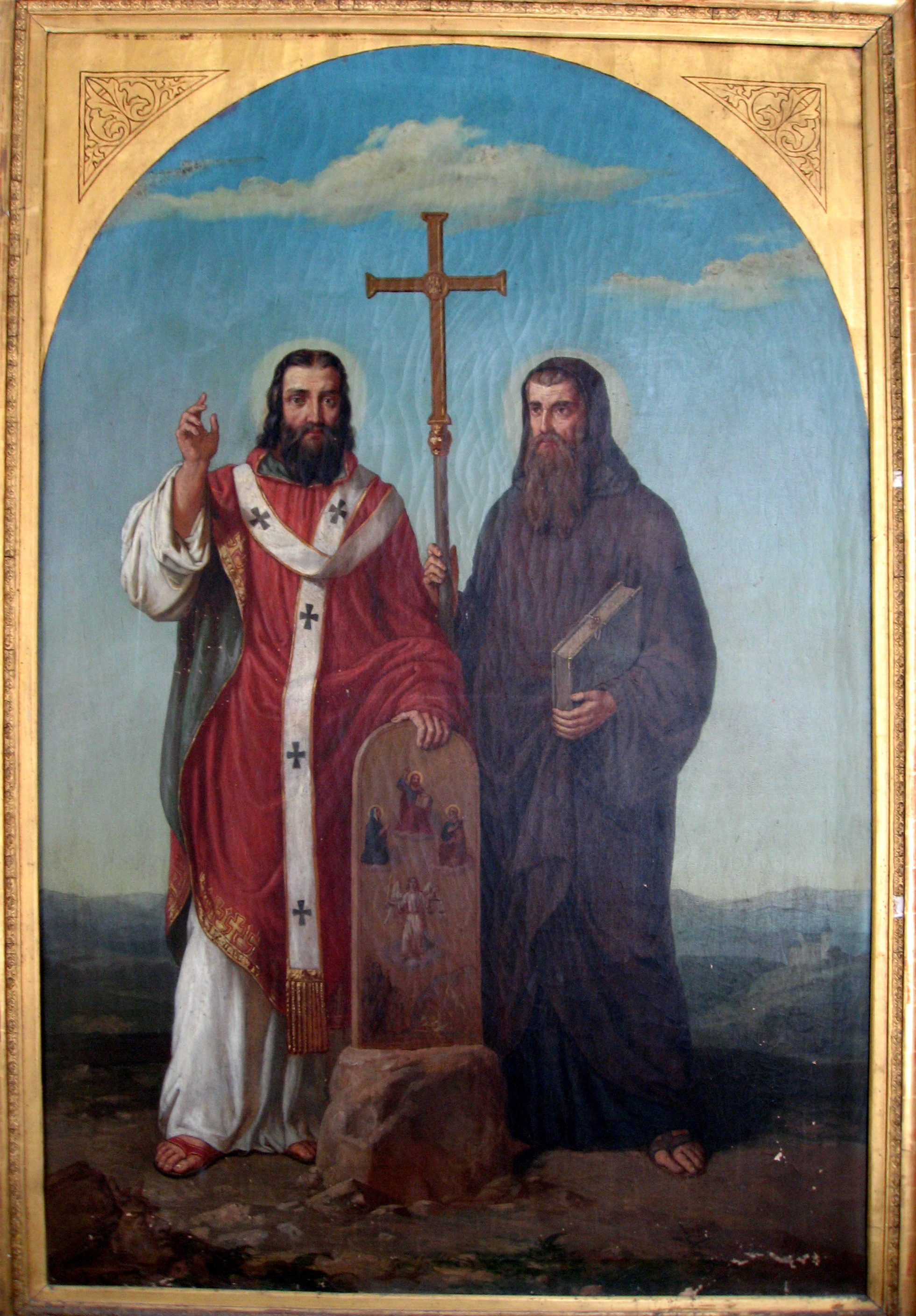
Svatý Cyril a Metoděj, obraz se nachází v Rajhradském klášteře
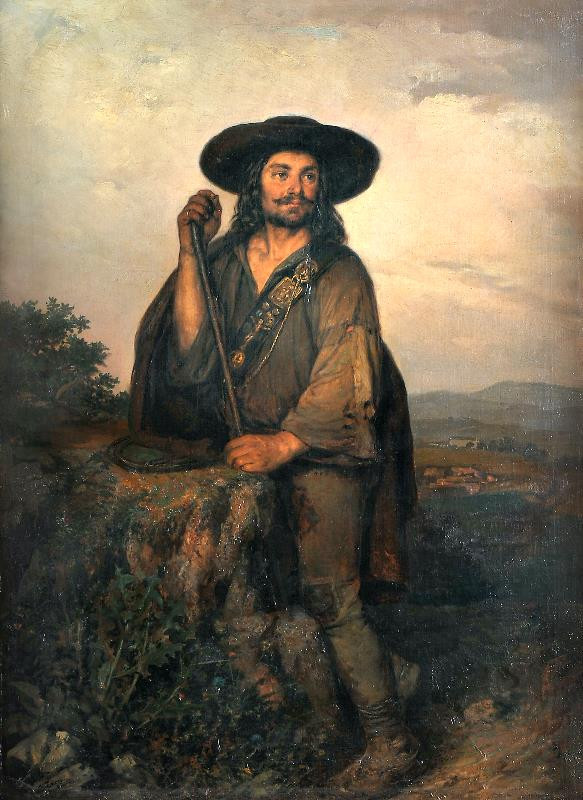
Dráteník (1858)
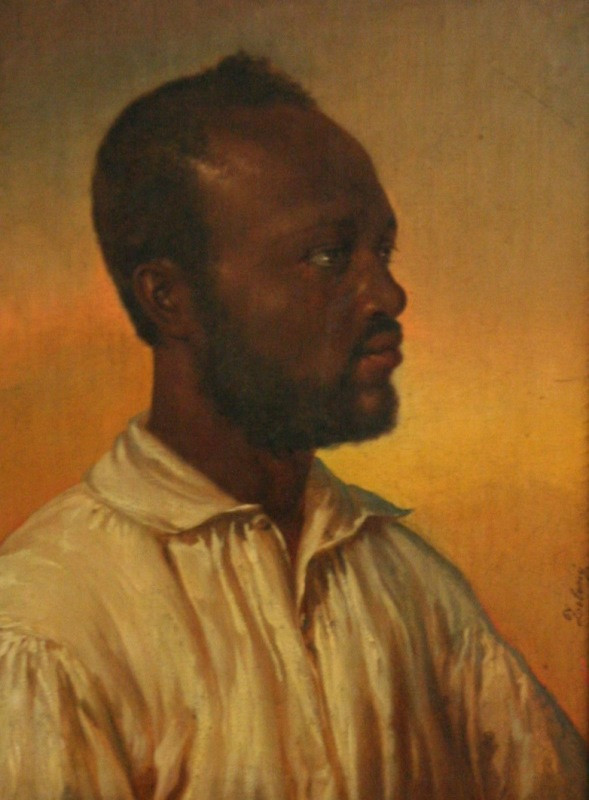
Portrét mouřenína (1849)
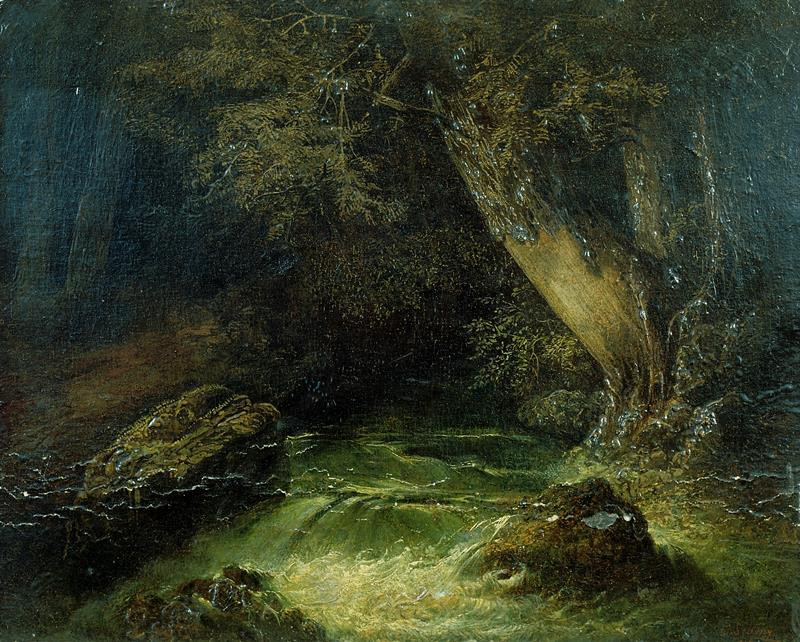
Lesní krajina (1863)
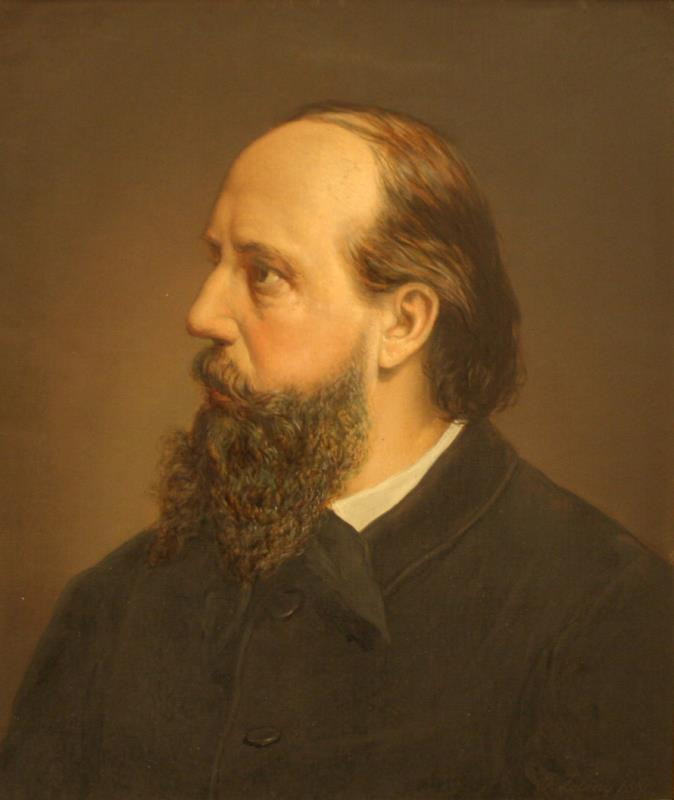
Podobizna brněnského fotografa Quido Trappa (1880)